# Pont-Saint-Pierre
Pont-Saint-Pierre är en kommun i departementet Eure i regionen Normandie i norra Frankrike. Kommunen ligger i kantonen Fleury-sur-Andelle som tillhör arrondissementet Les Andelys. År 2022 hade Pont-Saint-Pierre 1 137 invånare.

## Befolkningsutveckling
Antalet invånare i kommunen Pont-Saint-Pierre
Referens:INSEE